# فوقس محدود
فوقس محدود (الاسم العلمي: Pelvetiopsis limitata) هو نوع من الطلائعيات يتبع جنس الفوقس بلفيتياني من فصيلة الفوقسية.